# José Moscardó
José Moscardó e Ituarte, 1 º Conde do Alcázar de Toledo, Grande de Espanha (26 de Outubro de 1878 - 12 de Abril de 1956) foi o Governador militar da Província de Toledo durante a Guerra Civil Espanhola. Ele ficou do lado do exército Nacionalista lutando contra o governo Republicano e a sua ação mais notável foi a defesa e a conservação do Alcázar de Toledo contra as forças Republicanas.
Quando ainda era Coronel e governador militar da província, Moscardó foi descrito pelo Major Inglês Geoffrey McNeill-Moss como "um homem alto, reservado e gentil, um pouco desajeitado, bastante pontuado: feliz o suficiente com algumas pessoas que ele conhecia bem, mas tímido em companhia. Ele tinha um senso estrito de dever. Ele era religioso. Numa nação onde a maioria era frouxa, ele era preciso".
Por algum tempo que antecedeu a Guerra Civil, Moscardó tinha vivido em semi-aposentadoria, um soldado de meia-idade. Quando o conflito começou, ele assumiu o papel de Comandante da cidadela em Toledo, com uma guarnição total de 1.028 homens, que incluía seiscentos da Guarda Civil sob seu próprio comandante, 150 oficiais do exército, 35 Falangistas, 10 Carlistas, 25 membros da Associação Monarquista, e 40 camponeses e operários. Além disso, havia 670 não combatentes, incluindo 100 homens muito velhos para servir, 520 mulheres e 50 crianças.

## Guerra Civil Espanhola
O Cerco do Alcázar começou e Moscardó resistiu para as forças Nacionalistas do General Francisco Franco por 70 dias, de 22 de Julho a 27 de Setembro de 1936. Dia após dia, o Coronel enviou o seu relatório diário via rádio: Sin novedad en el Alcázar ("Nada novo no Alcázar", ou "Tudo quieto no Alcázar", um eufemismo irónico. O seu desafio encorajou os partidários de Franco em todos os lugares e enlouqueceu os Republicanos, que cometeram vastas forças em ataques em vão ao Alcázar.
Em 23 de Julho, as forças Republicanas capturaram o filho de 24 anos de Moscardó, Luís. Eles ligaram para o Alcazar pelo telefone e o próprio Moscardó atendeu. O oficial político da força Republicana informou-o de que a menos que ele entregasse o Alcazar, Luís seria baleado. Moscardó pediu então para falar com o filho e disse-lhe: "Encomenda a tua alma a Deus e morre como um patriota, dizendo Viva o Cristo Rei! e Viva a Espanha!". A resposta do filho foi: "É o que farei". Existe a lenda de que o assassinato do filho se deu durante o telefonema mas, apesar de na gravação telefónica original (que ainda hoje se encontra disponível no Alcázar de Toledo para os visitantes a poderem ouvir) a conversa terminar com um tiro, alguns historiadores acreditam que ele foi de fato baleado um mês depois "em represália por um ataque aéreo".
Durante o cerco, o Major Rojo de olhos vendados aproximou-se da cidadela maltratada com uma bandeira branca em 9 de Setembro. A sua missão era oferecer a guarnição as suas vidas se eles se rendessem. A sua proposta foi rejeitada, mas ao sair, ele perguntou a Moscardó se ele poderia transmitir quaisquer pedidos para o exterior. Moscardó pediu que um padre fosse enviado à guarnição para batizar crianças nascidas durante o cerco. Os Republicanos concordaram e enviaram o Cônego Vasquez Camarassa. Dos sacerdotes de Toledo, apenas sete que estavam escondidos escaparam do massacre pelos republicanos, então o cônego teve a sorte de estar vivo, por causa das suas simpatias de 
esquerda. Ele pediu que os civis, as mulheres e as crianças, em particular, partissem sob a bandeira branca. A resposta unânime foi uma recusa.
Quando o Alcazar finalmente foi aliviado, diz-se que Moscardó cumprimentou o Coronel comandante da força de socorro. Ele havia perdido o filho, mas salvou a sua guarnição. Ele levantou-se rigidamente para a saudação e disse: "Nenhuma mudança para relatar".
Um incidente similar na história espanhola é o que concerne a Alonso de Guzmán, que preferiu a morte do filho à rendição da fortaleza de Tarifa em 1296.
A defesa do Alcazar tornou-se um símbolo do heroísmo na Espanha Franquista. Moscardó foi promovido a General do Exército após o alívio do Alcázar, e colocado no comando da Divisão Sória. Em 1938, ele recebeu o comando do Corpo do Exército de Aragão, mas não participou de mais episódios heróicos.
Franco, no entanto, sabia o valor da propaganda e autorizou Moscardó a usar um manto negro especial de luto pelo seu filho por cima do seu uniforme militar. Isso ele fez pelo resto de sua vida, para que todos os soldados que o vissem soubesse quem ele era.

## Na Espanha Franquista
No final de 1944, Moscardó, no comando em Barcelona, liderou a bem-sucedida defesa contra incursões de comunistas Espanhóis através do Vale de Aran em Lérida. Em Março de 1945, ele foi nomeado chefe da Casa Militar de Franco (pessoal militar).
Em 1948, ele foi criado Conde do Alcázar de Toledo e um Grande de Espanha.
A sua paixão singular era o futebol e, para seu prazer, ele treinou a Seleção Espanhola de Futebol nos Jogos Olímpicos de Londres de 1948 e nos Jogos de 1952 em Helsínquia.

## Morte
Morreu em 12 de Abril de 1956, em Madrid, aos 77 anos, e foi promovido a Capitão-General do Exército. Em 17 de Setembro de 2018, após a exumação planeada de Francisco Franco, foi proposta pelo Podemos a exumação de Jaime Milans del Bosch e Moscardó, mas foi rejeitada pelo Vox.